# Каменка (Городецкий сельсовет)
Каменка (бел. Каменка) — деревня в Городецком сельсовете Рогачёвского района Гомельской области Белоруссии.

## География

### Расположение
В 30 километрах на юго-восток от районного центра и железнодорожной станции Рогачёв (на линии Могилёв — Жлобин), 106 км от Гомеля.

### Гидрография
На реке Ржавка (приток реки Днепр).

## Транспортная сеть
Транспортные связи по просёлочной, затем автомобильной дороге Рогачёв — Довск. Планировка состоит из 2 коротких, параллельных между собой улиц широтной ориентации, застроенных деревянными усадьбами.

## История
По письменным источникам известна с XVIII века как селение в Речицком повете Минского воеводства Великого княжества Литовского. После 1-го раздела Речи Посполитой (1772 год) в составе Российской империи. В 1816 году в Рогачёвском уезде Могилёвской губернии. С 1880 года действовал хлебозапасный магазин. Согласно переписи 1897 года действовали школа грамоты, 2 хлебазапасных магазина, ветряная мельница, круподёрка. В 1909 году деревня Каменка Стрелковская, 375 десятин земли, в Городецкой волости Рогачёвского уезда Могилёвской губернии.
В 1930 году организован колхоз. Во время Великой Отечественной войны оккупанты 12 июня 1943 года сожгли деревню, убили 51 жителя (похоронены в могиле жертв фашизма в центре деревни). 22 жителя погибли на фронте. Согласно переписи 1959 года в составе колхоза «Рассвет» (центр — деревня Городец).

## Население

### Численность
- 2004 год — 9 хозяйств, 13 жителей.

### Динамика
- 1816 год — 27 дворов.
- 1858 год — 123 жителя.
- 1897 год — 43 двора, 255 жителей (согласно переписи).
- 1909 год — 50 дворов, 274 жителя.
- 1925 год — 67 дворов.
- 1940 год — 71 двор, 217 жителей.
- 1959 год — 123 жителя (согласно переписи).
- 2004 год — 9 хозяйств, 13 жителей.